# 2013 FB28
2013 FB28, também escrito como 2013 FB28, é um objeto transnetuniano que está localizado no Cinturão de Kuiper, uma região do Sistema Solar. Ele possui uma magnitude absoluta de 5,5 e tem um diâmetro estimado de cerca de 350 km. O astrônomo Mike Brown lista este corpo celeste em sua página na internet como um candidato a possível planeta anão.

## Descoberta
2013 FB28 foi descoberto no dia 17 de março de 2013 pelos astrônomos S. S. Sheppard e C. A. Trujillo.

## Órbita
A órbita de 2013 FB28 tem uma excentricidade de 0,123 e possui um semieixo maior de 46,674 UA. O seu periélio leva o mesmo a uma distância de 40,916 UA em relação ao Sol e seu afélio a 52,432 UA.